# كاترين ساس
كاترين ساس (بالألمانية: Katrin Saß )‏ (و. 1956  م) هي ممثلة أفلام من ألمانيا، وألمانيا الشرقية، ولدت في شفيرين.

## التعليم
تعلمت في Rostock University of Music and Theatre ‏.

## جوائز
حصلت على جوائز منها:
- جائزة الفيلم الألماني [الإنجليزية]‏.

## وصلات خارجية
- كاترين ساس على موقع IMDb (الإنجليزية)
- كاترين ساس على موقع روتن توميتوز (الإنجليزية)
- كاترين ساس على موقع مونزينجر (الألمانية)
- كاترين ساس على موقع ألو سيني (الفرنسية)
- كاترين ساس على موقع ميوزك برينز (الإنجليزية)
- كاترين ساس على موقع أول موفي (الإنجليزية)
- كاترين ساس على موقع قاعدة بيانات الأفلام السويدية (السويدية)
- كاترين ساس على موقع قاعدة بيانات الفيلم (الإنجليزية)
- كاترين ساس على موقع كينوبويسك (الروسية)